# Yecheon
Der Landkreis Yecheon (kor.: 예천군, Yecheon-gun) befindet sich in der Provinz Gyeongsangbuk-do in Südkorea. Der Verwaltungssitz befindet sich in der Stadt Yecheon-eup. Der Landkreis hatte eine Fläche von 660,7 km² und eine Bevölkerung von 55.664 Einwohnern im Jahr 2019.

## Söhne und Töchter des Landkreises
- Kim Chang-ho (1969–2018), Bergsteiger

Lage des Landkreises in Gyeongsangbuk-do